# 林田村 (兵庫県八部郡)
林田村（はやしだむら）は、兵庫県八部郡にあった村。現在の神戸市長田区および兵庫区浜山地区にあたる。

## 地理
- 河川 ： 湊川、苅藻川

## 歴史
- 1889年（明治22年）4月1日 - 町村制の施行により、東尻池村・西尻池村・長田村・駒ヶ林村・野田村・御崎村・今和田新田・吉田新田の区域を以って発足。「駒ヶ林」と「長田」から一字ずつ採り、「林田」と名付けられた。
- 1896年（明治29年）4月1日 - 神戸市に編入。同日林田村廃止。

## 交通

### 鉄道路線
村域を山陽鉄道（現・JR神戸線）が通過したが、駅は所在しなかった。現在は旧村域にJR神戸線の新長田駅、阪神神戸高速線の高速長田駅、神戸市営地下鉄海岸線の和田岬駅・御崎公園駅・苅藻駅・駒ヶ林駅・新長田駅が所在するが、当時は未開業。

### 道路
- 西国街道（現・国道2号）

現在の旧村域に阪神高速3号神戸線・阪神高速31号神戸山手線の湊川ジャンクション・湊川出入口、阪神高速31号神戸山手線の神戸長田出入口が所在するが、当時は未開通。